# 法身
法身 (ほっしん、梵: धर्मकाय dharma-kāya)は三身（法身、報身、応身）の一つ。真理（法）の身体、真理（法）を身体としているものの意味で、「法仏（ほうぶつ）」「法身仏（ほっしんぶつ）」「自性身（じしょうしん）」「法性身（ほっしょうしん）」などともいう。

## 概略

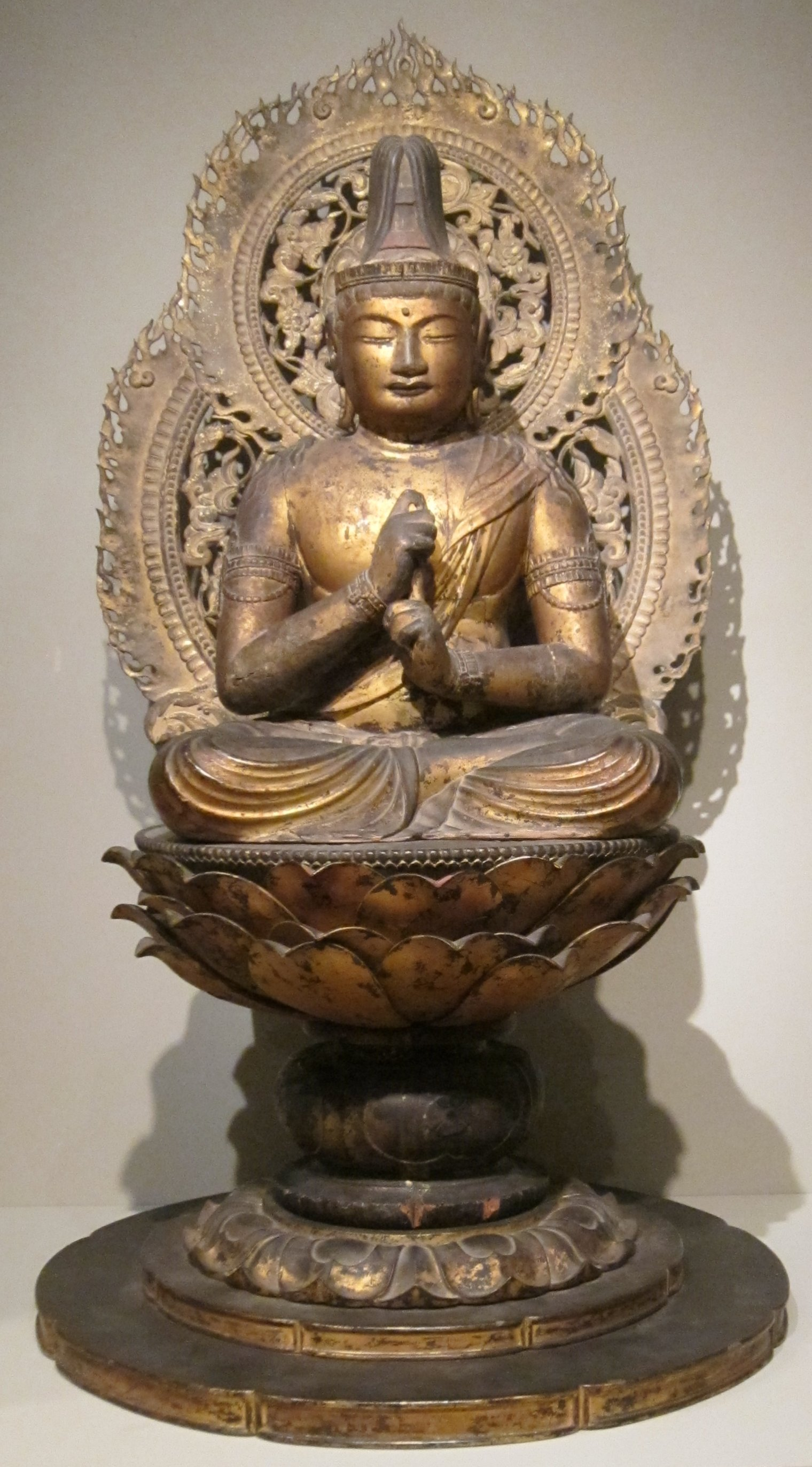
法身仏の代表例、大日如来。法身仏は本来姿・形を持たないが大日如来は方便として人間の姿をとり説法を行うとされる。

部派仏教の時代、説一切有部（せついっさいうぶ）では、仏陀の肉身である生身（しょうしん）に対して、仏陀の説いた正法（しょうぼう）や十力（じゅうりき）などの功徳（くどく）を法身と呼んだ。
大乗仏教では三身説をとるが、姿・形をもたない宇宙の真理たる法身仏、有始・無終の存在で衆生を救う仏である報身仏（人間に対する方便として人の姿をして現れることもある）に対して、応身仏である釈迦如来は衆生を救うため人間としてこの世に現れた仏であると説明される。法身仏は『華厳経』では毘盧遮那仏（真言宗では大日如来）と呼ばれる。
『華厳経』では、釈迦如来は衆生を救うため法身の毘盧遮那仏によって遣わされた存在、または毘盧遮那仏の化身と解釈される。
『法華経』では、釈迦如来は現世に現れる前から既にブッダであり、衆生を救うため受肉し人間としてこの世に現れたが（応身仏）、「方便して涅槃を現わす」という言葉で表されるように釈迦如来の生涯は人間に教えを説くための方便としてそのように演じてみせただけで、入滅後も法身仏として存在していると解釈する（久遠常住）。

## 他宗教の類似教義
釈迦を単なる人間ではなく超人的存在と捉える三身説は、キリスト教の三位一体論や両性説（神の子イエスは人間を救うため受肉してこの世に現れた存在であるという教義）とよく比較研究されることが多いが、キリスト教では「イエスは人間である」という説や三位一体論を否定する教派は異端として完全に排斥されたが、仏教では「釈迦は人間である」という教派が完全に消滅することはなく、大乗仏教の各教派内でも「釈迦は何者であったか」という認識が教派ごとに異なることから、植田重雄は三身説と三位一体論を単純に比較することは難しいと論じている。
イスラーム神秘主義では、預言者ムハンマドを「普通の、一般の『人間』であるムハンマド」と「はるか昔から存在している『真理』としてのムハンマド、ムハンマドの本質（ハキーカ・ムハンマディーヤ、ムハンマド的真実在）」に分けて考える思想がある。